# Drepanosticta sharpi
Drepanosticta sharpi – gatunek ważki z rodziny Platystictidae.